# Louis Billot
Louis Billot (Sierck-les-Bains, 12 gennaio 1846 – Galloro, 18 dicembre 1931) è stato un gesuita, teologo e cardinale francese.
È stato l'unico cardinale del XX secolo a rinunciare alla dignità cardinalizia. Prima di lui compirono tale atto Marino Carafa di Belvedere e Carlo Odescalchi.

## Biografia
Ordinato prete il 22 maggio 1869, entrò pochi mesi dopo nella Compagnia di Gesù. Filosofo e teologo tomista insigne, fu docente in diverse università ecclesiastiche e scuole della Compagnia di Gesù. Collaborò alla stesura dell'enciclica Pascendi Dominici gregis di Pio X, che condannava il modernismo. Papa Pio X, in deroga alla prassi della Compagnia di Gesù, che rifugge di norma da cariche istituzionali nella Chiesa, lo elevò al rango di cardinale nel Concistoro del 27 novembre 1911.
Criticò aspramente la condotta di papa Pio XI nei riguardi dell'Action française, un'associazione cattolica tradizionalista fondata da Charles Maurras e condannata dalla Santa Sede nel 1926 (condanna rimossa da papa Pio XII nel 1939). L'Action française pubblicò un articolo di critica nei confronti della Chiesa cattolica e il cardinale Billot inviò un messaggio di adesione.
L'alto prelato fu convocato in Vaticano il 13 settembre 1927 e ricevuto in udienza dal Papa. Nella Curia Romana era ben noto il carattere irascibile di Pio XI e la sua tendenza a trattare anche i cardinali con molta severità e si aspettava un acceso confronto nello studio papale. Al contrario l'udienza fu stranamente breve e silenziosa. Pochi minuti dopo il suo ingresso, Billot uscì dalla sala senza zucchetto, anello e croce pettorale: aveva rinunciato alla dignità cardinalizia, indignato dalla dura presa di posizione del pontefice e della Segreteria di Stato contro l'Action française. Le sue dimissioni furono accettate il 21 successivo dal papa.
Morì come semplice sacerdote gesuita il 18 dicembre 1931 all'età di 85 anni a Galloro.